# Graduate Institute of International and Development Studies
Graduate Institute of International and Development Studies (fr. Institut de hautes études internationales et du développement, IHEID) – renomowana wyższa szkoła nauk społecznych, mieszcząca się w Genewie, kształcąca 800 studentów z ponad 100 krajów.
W profesjonalnych i akademickich środowiskach uznawana jest za jedną z najbardziej prestiżowych szkół w Europie. Instytucja ma wśród swoich absolwentów i wykładowców wielu ambasadorów, ministrów spraw zagranicznych, głowy państwa oraz siedmiu laureatów Nagrody Nobla.
Została założona w 1927, jako najstarsza szkoła kształcąca z zakresu stosunków międzynarodowych w kontynentalnej Europie. W obecnej formie funkcjonuje od 2008 roku, kiedy wchłonęła inną szwajcarską uczelnię Graduate Institute of Development Studies, a w wyniku fuzji przyjęła obecną formę.